# Päivi Ernkvist
Päivi Marketta Ernkvist, född Rautsi 31 augusti 1946 i Helsingfors, är en svensk keramiker.
Päivi Ernkvist, som är dotter till direktör Jorma Rautsi och Pirkko Juvonen, utbildade sig på Konstfack i Stockholm (keramik och glas) 1967–1973. Hon var formgivare på Johansfors glasbruk 1971–1973 och har sedan 1973 arbetat i egen verkstad i Hägersten i Stockholm och varit verksam som lärare i keramik. Hon har varit projektledare på Statens konstråd och är det på Stockholm konst sedan 2009, med särskilt ansvar för konst till bibliotek.

## Offentliga verk i urval

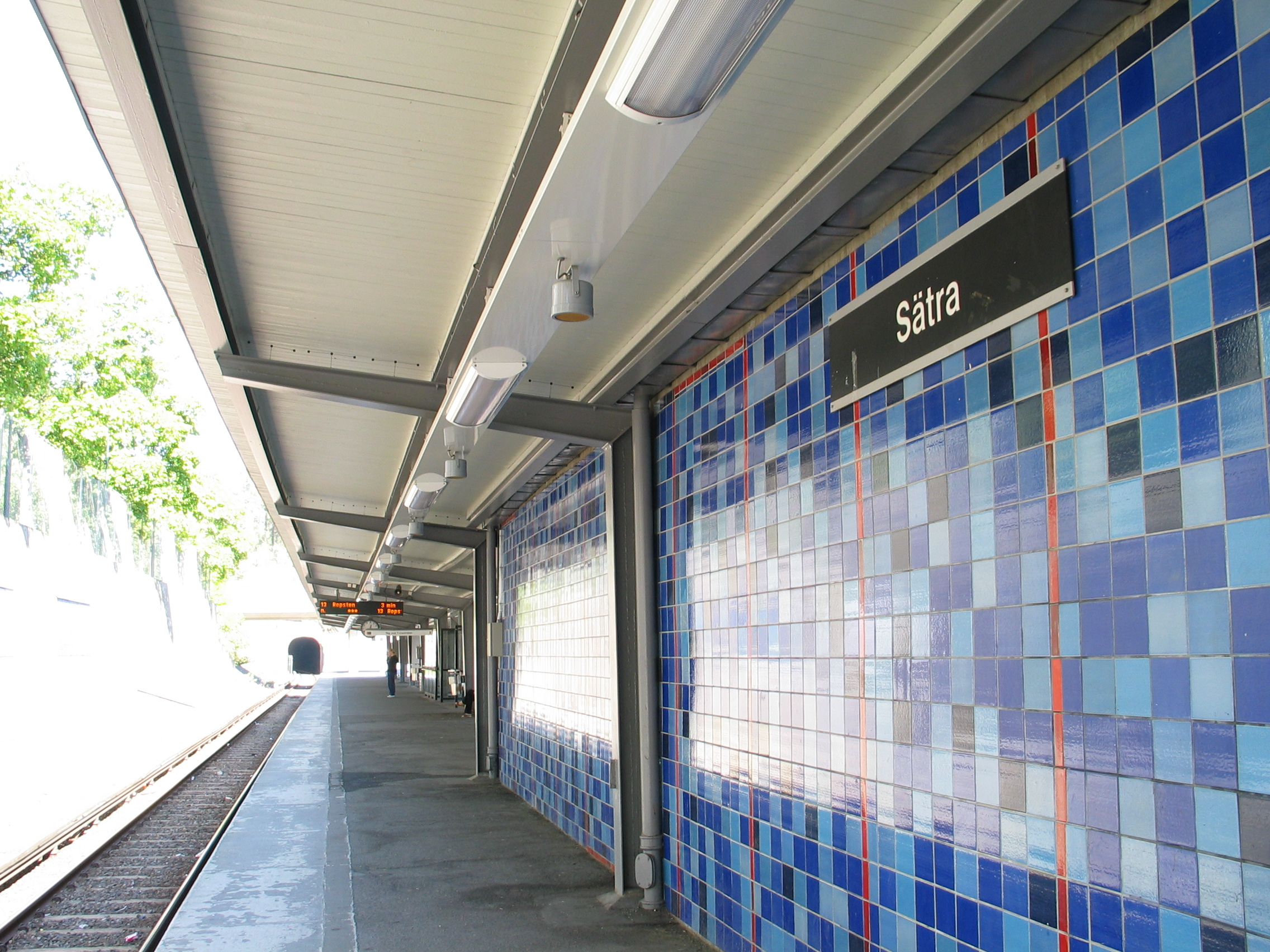
Tusen och en natt, keramikvägg på tunnelbanestationen i Sätra, Stockholm, 1993

- vid Tullmyndigheten på Arlanda flygplats
- Ryhovs sjukhus i Jönköping
- Tusen och en natt, 400 kvadratmeter keramikväggar på Sätra tunnelbanestation i Stockholm, 1993

- Ernkvist är representerad vid bland annat Nationalmuseum[3] i Stockholm och Röhsska museet[4]